# تفاوت‌های جنسیتی در حافظه
اگرچه تفاوت‌های فیزیولوژیک و روان‌شناختی جنسیتی در انسان‌ها وجود دارد، اما به‌طور کلی حافظه در بین جنسیت‌ها نسبتاً پایدار است. با مطالعه موارد خاصی که در آن مردان و زنان تفاوت‌هایی در حافظه نشان می‌دهند، می‌توانیم ساختارها و کارکردهای مغز مرتبط با حافظه را بیشتر درک کنیم.
در آزمایش‌های تجربی خاص است که تفاوت‌هایی مانند روش‌های بازیابی رویدادهای گذشته، وظایف صریح تشخیص احساسات چهره و مطالعات تصویربرداری عصبی دربارهٔ اندازه و فعال‌سازی مناطق مختلف مغز ظاهر می‌شود. به نظر می‌رسد که پژوهش‌ها به‌ویژه بر تفاوت‌های جنسیتی در حافظه آشکار تمرکز دارد. مانند بسیاری دیگر از ظرافت‌های روان انسان، این تفاوت‌ها با هدف ایجاد بینش برای درک بیشتر مغز انسان مورد مطالعه قرار می‌گیرند.

## حوزه‌های خاص حافظه
نتایج تحقیقات دربارهٔ تفاوت‌های جنسیتی در حافظه متفاوت و متناقض است، زیرا برخی از مطالعات هیچ تفاوتی را نشان نمی‌دهند و برخی دیگر مزیت زن یا مرد را نشان می‌دهند.
| دامنه حافظه                                       | عملکرد جنسیتی بهتر | Ref.                              |
| ------------------------------------------------- | ------------------ | --------------------------------- |
| حافظه اپیزودیک (کلی)                              | زن                 | [ کدام صفحه؟ ] [ صفحه مورد نیاز ] |
| حافظه اپیزودیک برای رویدادهای مردانه              | مرد                |                                   |
| حافظه برای چهره                                   | زن                 | [ ۱ ] [ ۲ ]                       |
| حافظه برای نام‌ها                                  | زن                 | [ ۱ ] [ ۲ ]                       |
| حافظه بویایی                                      | زن                 | [ ۱ ] [ ۲ ]                       |
| میزان کاهش حافظه مرتبط با سن                      | فرقی ندارد         | [ ۱ ]                             |
| حافظه معنایی مبتنی بر دانش عمومی در حوزه‌های مختلف | مرد                | [ ۳ ]                             |
| حافظه کوتاه‌مدت                                    | فرقی ندارد         | [ ۱ ]                             |
| حافظه برای صداها                                  | زن                 | [ ۱ ] [ ۲ ]                       |
| حافظه فضایی (کلی)                                 | مرد                | [ ۴ ]                             |
| حافظه فضایی برای مکان اشیاء (کلی)                 | زن                 | [ ۱ ] [ ۲ ]                       |
| حافظه فضایی برای مکان‌یابی اشیاء دور               | مرد                | [ ۵ ]                             |
| حافظه فضایی برای مکان‌یابی اشیاء نر                | مرد                | [ ۵ ]                             |
| حافظه کلامی                                       | زن                 | [ ۶ ]                             |
| حافظه محرک‌های بینایی (کلی)                        | فرقی ندارد         | [ ۱ ]                             |